# Montmeló
Montmeló é um município da Espanha na comarca de Vallès Oriental, província de Barcelona, comunidade autónoma da Catalunha. Tem 4,1 km² de área e em 2021 tinha 8 798 habitantes (densidade: 2 145,9 hab./km²).
O Circuito de Barcelona-Catalunha, onde, entre 1991 e 2025, foi realizado o Grande Prêmio da Espanha e do Grande Prêmio de Barcelona-Catalunha em 2026, situa-se no município.